# サウカーブロート

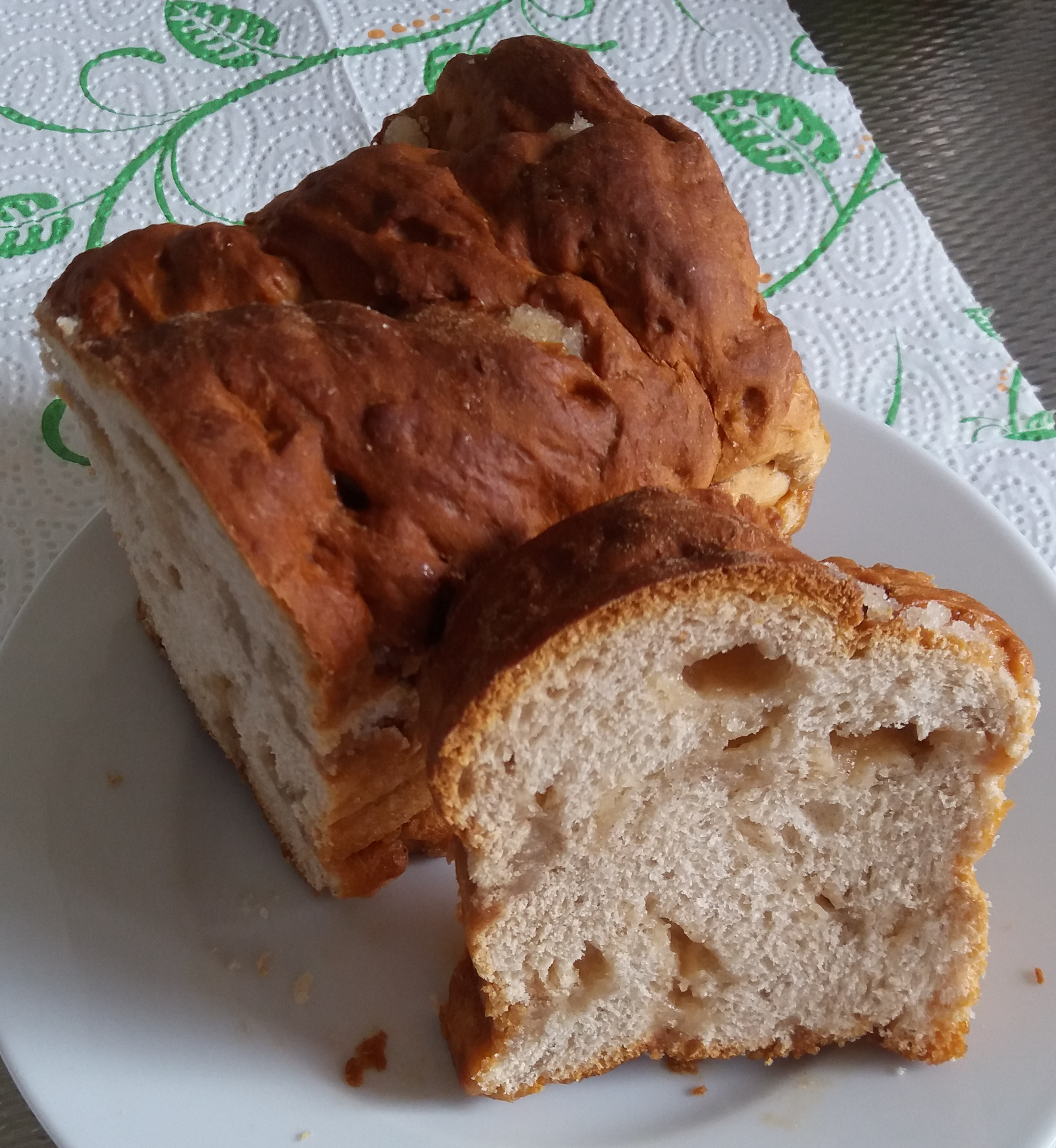
サウカーブロートの例

サウカーブロート（オランダ語: Fries suikerbrood）は、オランダ・フリースラント州のパン。
「砂糖パン」の意であり、その名の通り砂糖が多く加えられている。シナモンやジンジャー（ジンジャーシロップ）で味付けすることもある。
オランダでは、コーヒーと共に朝食としてよく食べられている。
また、子供の誕生祝いにサウカーブロートを贈る風習がある。